# Schloss Malmsbach

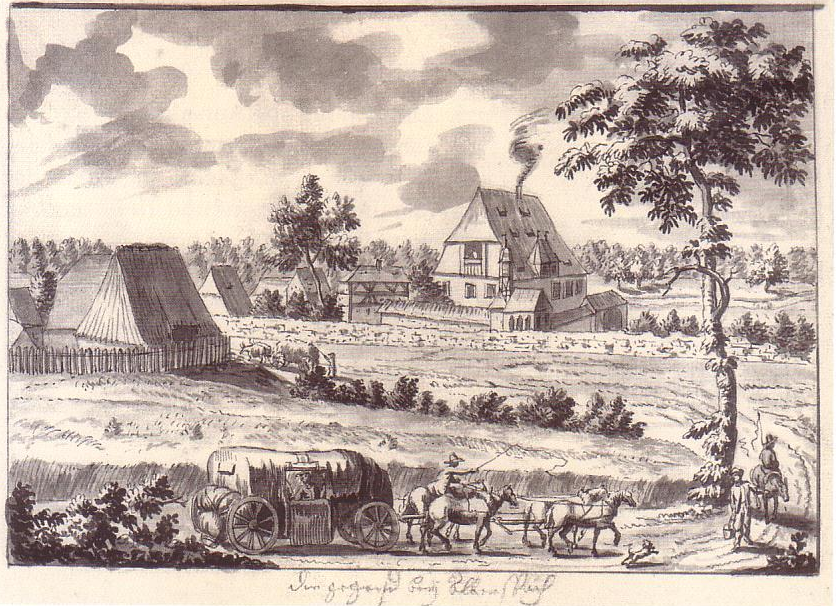
Schloss von Süden, Federzeichnung von 1718

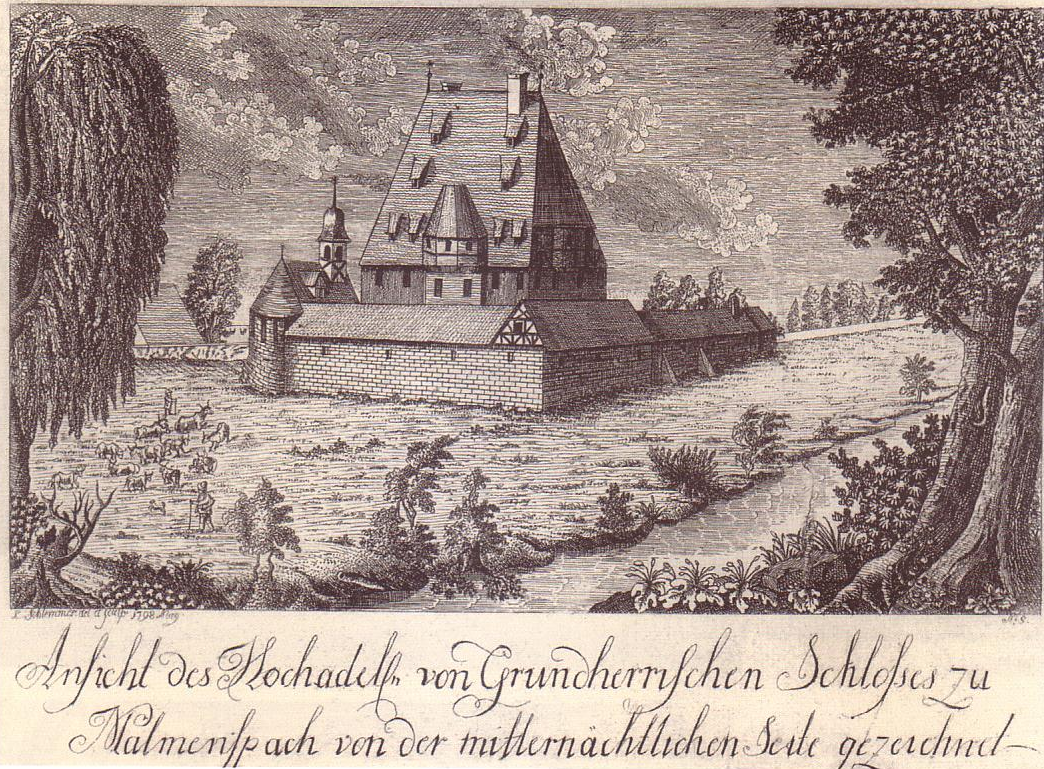
Schloss von Norden (Kupferstich von L. Schlemmer, Nürnberg 1798), Beschriftung: „Ansicht des Hochadelichen von Grundherrschen Schlosses zu Malmenspach von der mitternächtlichen Seite gezeichnet“

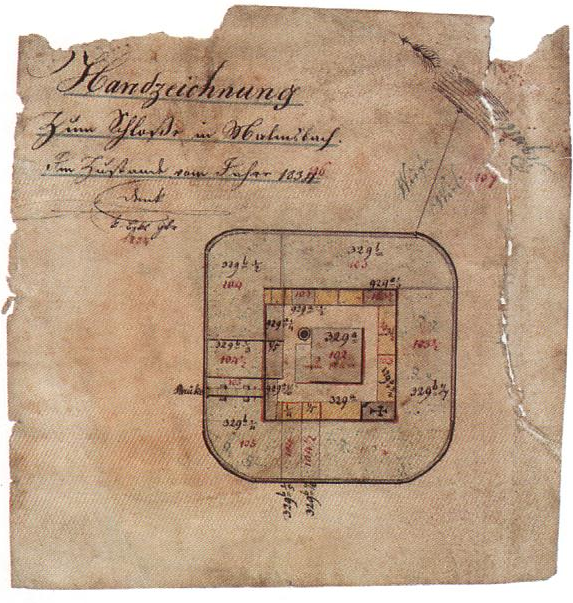
Lageplan vom Schloss nach der Aufteilung auf mehrere Besitzer, Handzeichnung 1834

Das Schloss Malmsbach befindet sich im Gemeindeteil Malmsbach der Gemeinde Schwaig bei Nürnberg in Mittelfranken.

## Geschichte
Gottfried von Brauneck-Hohenlohe kam durch Heirat in den Besitz des Schlosses, das zuvor den Herren von Gründlach gehörte. Er verkaufte es 1323 an den Burggrafen von Nürnberg, Friedrich IV. Im Kaufvertrag wird Malmsbach zum ersten Mal urkundlich erwähnt. Das Schloss hatte, vor den Toren Nürnbergs gelegen, als Außenposten große strategische Bedeutung. Vor dem Ersten Markgrafenkrieg erwarb Albrecht Achilles, damals Markgraf von Ansbach, das Anwesen. Schon zu Beginn des Krieges fielen Nürnberger Soldaten 1449 in Malmsbach ein und zerstörten das Schloss.
Nach dem Wiederaufbau gehörten im Laufe der folgenden Jahrhunderte verschiedene einflussreiche Nürnberger Patrizierfamilien zu den Eigentümern des Anwesens, darunter bis 1540 die Haller von Hallerstein. Der letzte Besitzer des Schlosses war die Familie Grundherr, bevor die Gebäude des Komplexes 1833 einzeln verkauft wurden. Der Käufer von Schloss und Kapelle, ein Unternehmer aus Röthenbach an der Pegnitz, ließ beides abreißen und verwendete die Steine für die Erweiterung seiner Papiermühle. Von dem im Grundbestand mittelalterlichen Schloss stehen heute noch das Torhaus und die Nebengebäude, die von Malmsbacher Handwerkerfamilien gekauft wurden und deren Nachkommen bis heute darin wohnen.

## Sonstiges
Die Eigentümergemeinschaft Schloss Malmsbach wurde 1987 vom Bezirk Mittelfranken für besondere denkmalpflegerische Leistungen geehrt (Renovierung des Torhauses).

## Bildergalerie

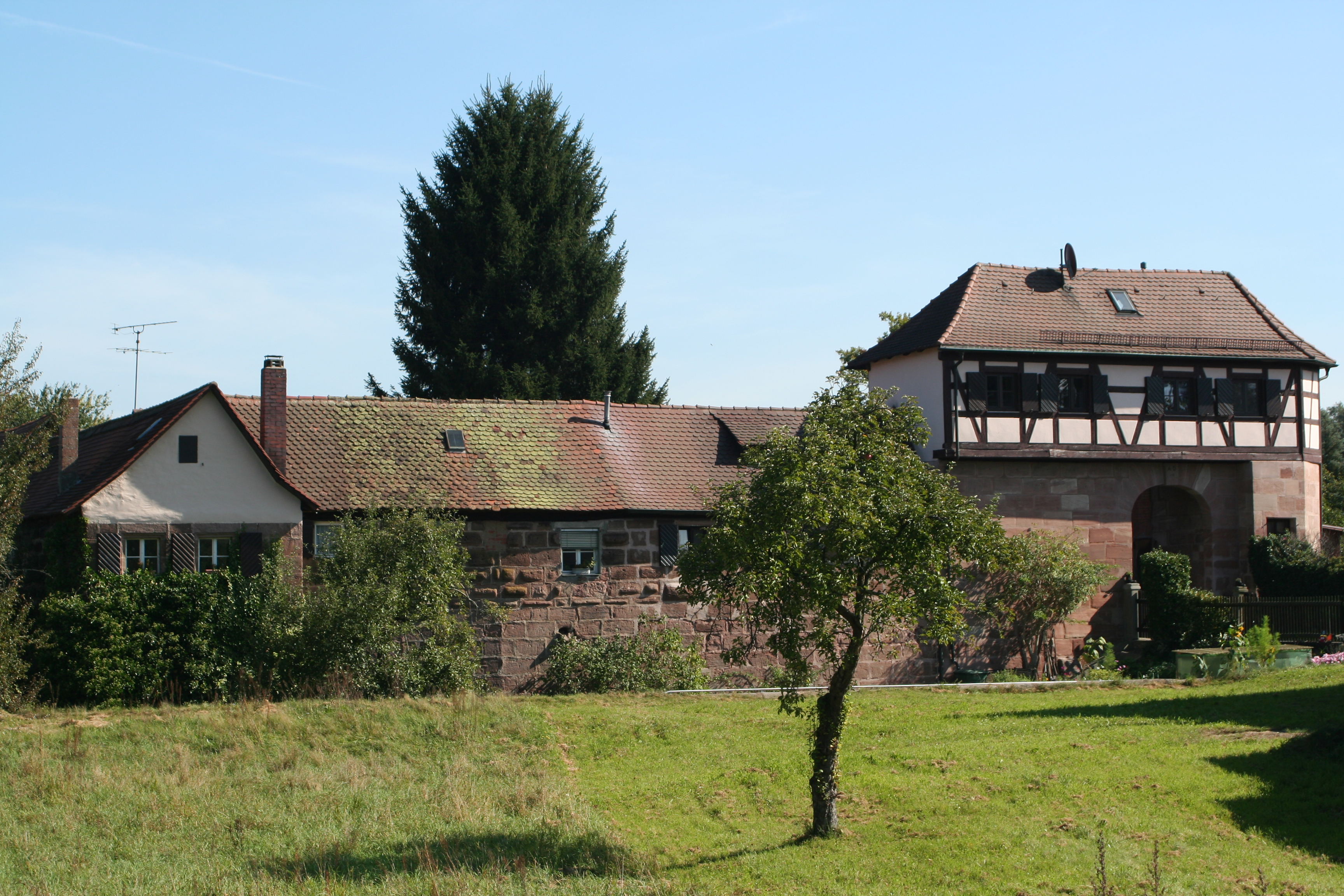
Schloss Malmsbach
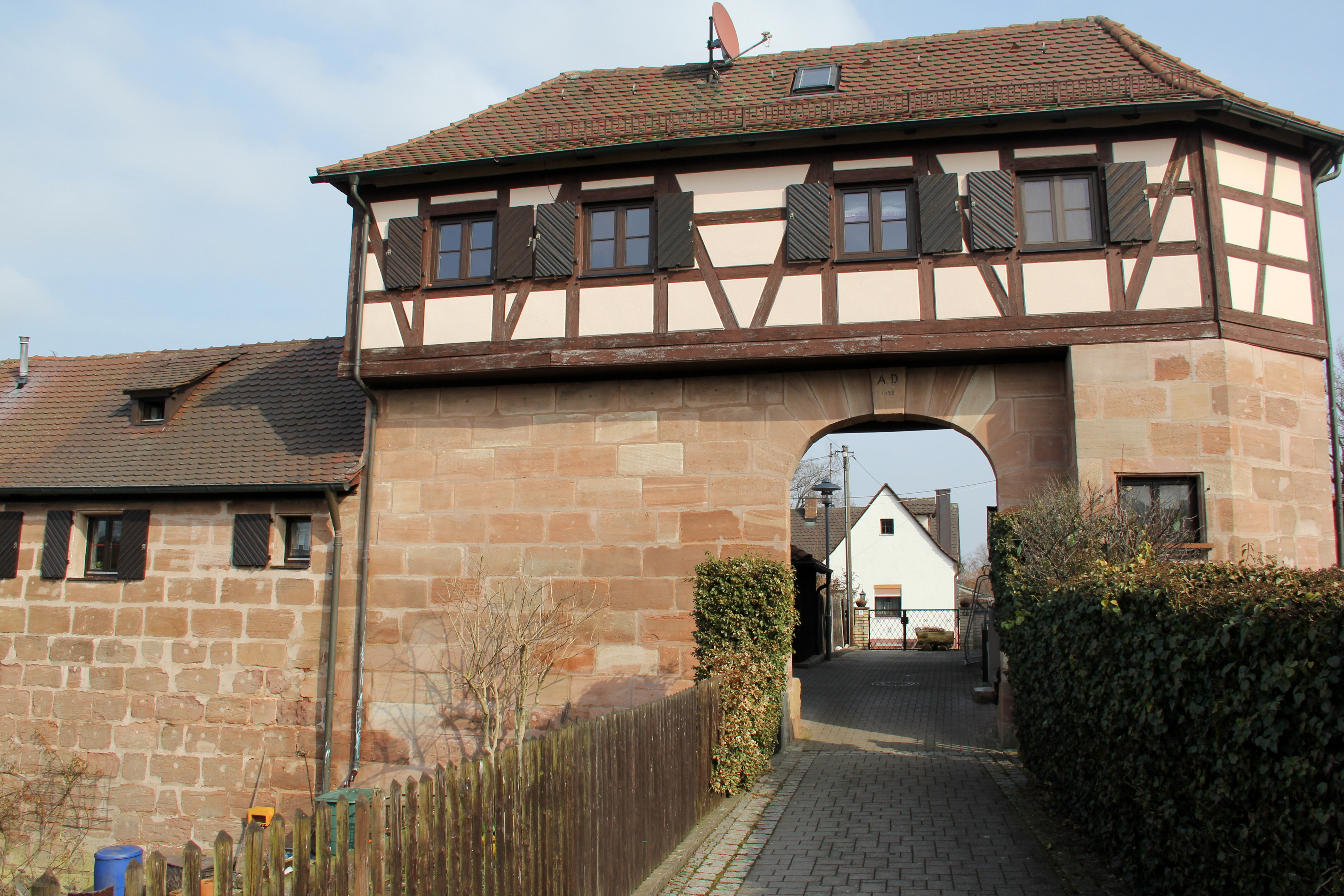
Schloss Malmsbach Tor
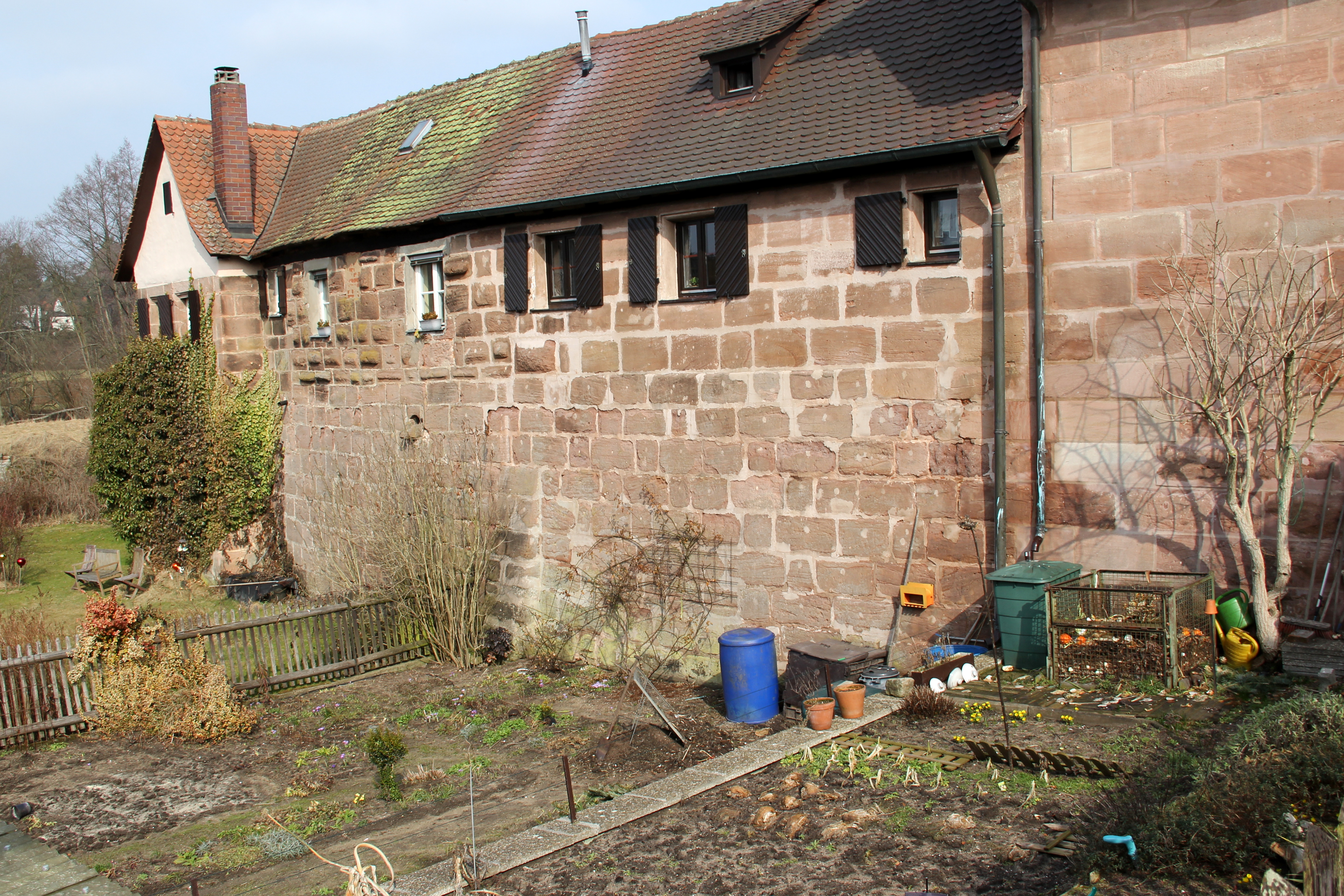
Wassergraben im März 2012
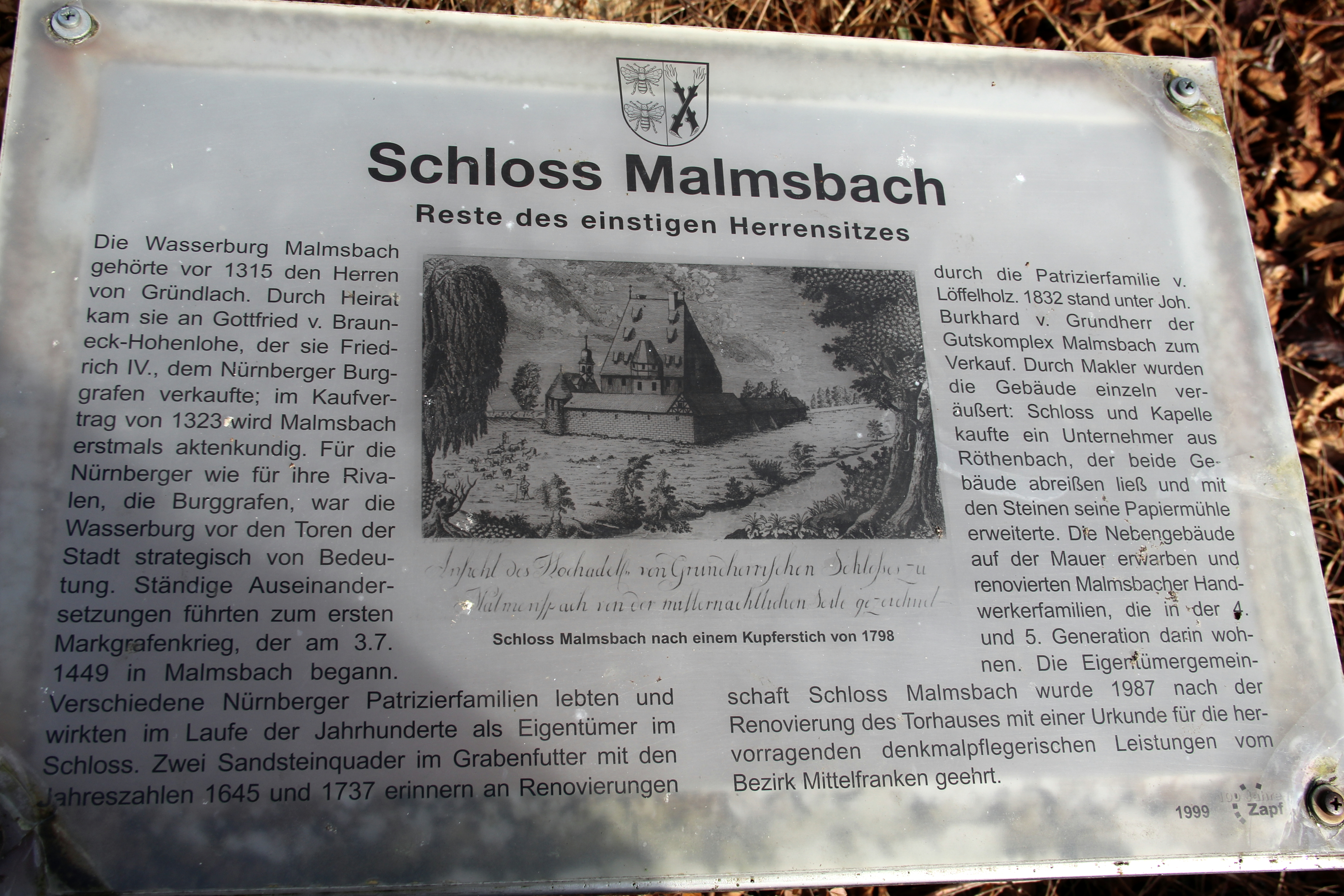
Infotafel